# O Mito de Perseu (Burne-Jones)
O Mito de Perseu (em inglês:  The Perseus Cycle ) (1875-90s) é uma série de pinturas a óleo sobre tela e estudos a guache do pintor inglês pré-rafaelita Edward Burne-Jones, pintados entre 1875 e a década de 1890, através dos quais representa a história mitológica de Perseu, sendo quatro pinturas a óleo completas que fazem parte da coleção da Galeria Municipal de Estugarda, e dez estudos a guache nas dimensões que deveriam ter as pinturas a óleo finais, incluindo os quatro que deram origem às pinturas a óleo, que se encontram na Galeria Municipal de Arte de Southampton.
O conjunto de grandes pinturas a óleo foi encomendado em 1875 pelo estadista e patrono das artes Arthur Balfour (1848-1930) para a sua residência de Londres. Burne-Jones trabalhou no conjunto durante dez anos, mas não conseguiu completar o conjunto previsto devido a problemas de saúde.
A série inacabada Perseu de Edward Burne-Jones ilustra a história clássica de Perseu baseando-se na recriação da mesma por William Morris em The Doom of King Acrisius incluida no vasto poema épico Earthly Paradise que versa vários mitos gregos e lendas da Escandinávia, entre os quais o mito de Perseu.
A história de Perseu é essencialmente uma epopeia de cavalaria andante e o triunfo do bem sobre o mal. Perseu, filho de Zeus/Júpiter é enviado para resgatar a bela Andrómeda e matar a górgona Medusa. A lenda tem sido tratada habitualmente pelos artistas desde a Antiguidade, tendo Rubens, Ticiano e Delacroix, entre outros, pintado quadros a ela relativos. Burne-Jones descreve os principais episódios criando uma narrativa coerente e cativante.
Uma característica das pinturas desta série de Burne-Jones é a descrição bela e elegante de criaturas geralmente conhecidas pela sua fealdade. O embelezamento por Burne-Jones do grotesco anda a par com a caracterização ideal das figuras. Longe da descrição detalhada de figuras realistas das pinturas de John Everett Millais (como Cristo na Casa de seus Pais de 1850, em Galeria) ou de William Holman Hunt (como A Descoberta do Salvador no Templo de 1854-1860, em Galeria), Burne-Jones não se sente compelido a captar a realidade do pó nas pernas ou do suor na pele das personagens. Em vez disso, as suas figuras têm uma pele lisa e pálida, com uma tonalidade constante, apenas com uma subtil modelagem para sugerir o peso e a presença físicas.
Além da beleza física das figuras no ciclo de Perseu, o desenho por Burne-Jones das poses e movimentos das figuras acentua a beleza das suas pinturas. Os movimentos das Ninfas do mar, bem como os das Greias, têm uma qualidade graciosa e fluida com linhas curvas e formas repetidas e características físicas que sugerem um padrão rítmico e decorativo mais forte do que pessoas ou criaturas vivas que respiram. Estes quadros repetitivos e elegantes parecem quase refletir os padrões que artistas como William Morris produziram para têxteis e papel de parede. Burne-Jones leva a ideia de padrão ainda mais longe no pano de fundo de A Cabeça Maligna (The Baleful Head) criando um arranjo detalhado e regular de folhas e maçãs.

## Resumo do mito de Perseu
Acrísio, rei de Argos, tendo sido avisado por um oráculo que um seu neto, filho de Danaë, iria matá-lo, decidiu fechá-la numa torre de bronze construída para esse fim junto ao mar. No entanto, ali onde nenhum homem se podia aproximar dela, ela teve um filho de Zeus, Perseu, e com o recém-nascido fugiu pelo mar tendo chegado à ilha de Sérifos. Aí, Perseu cresceu e, já adulto, partiu para matar a górgona Medusa, tendo conseguido realizar esse fim com a ajuda de Atena. Posteriormente resgatou Andrómeda de uma condenação terrível, e casou com ela. Regressou a Sérifos e, na companhia da mãe, dali partiu para Argos, mas os ventos levaram-no a Tessália, onde em Larissa cumpriu a profecia ao matar involuntariamente Acrísio. No fim fundou a cidade de Micenas e ali morreu.

## A série

### Perseu I:A Chamada de Perseu(The Calling of Perseus)

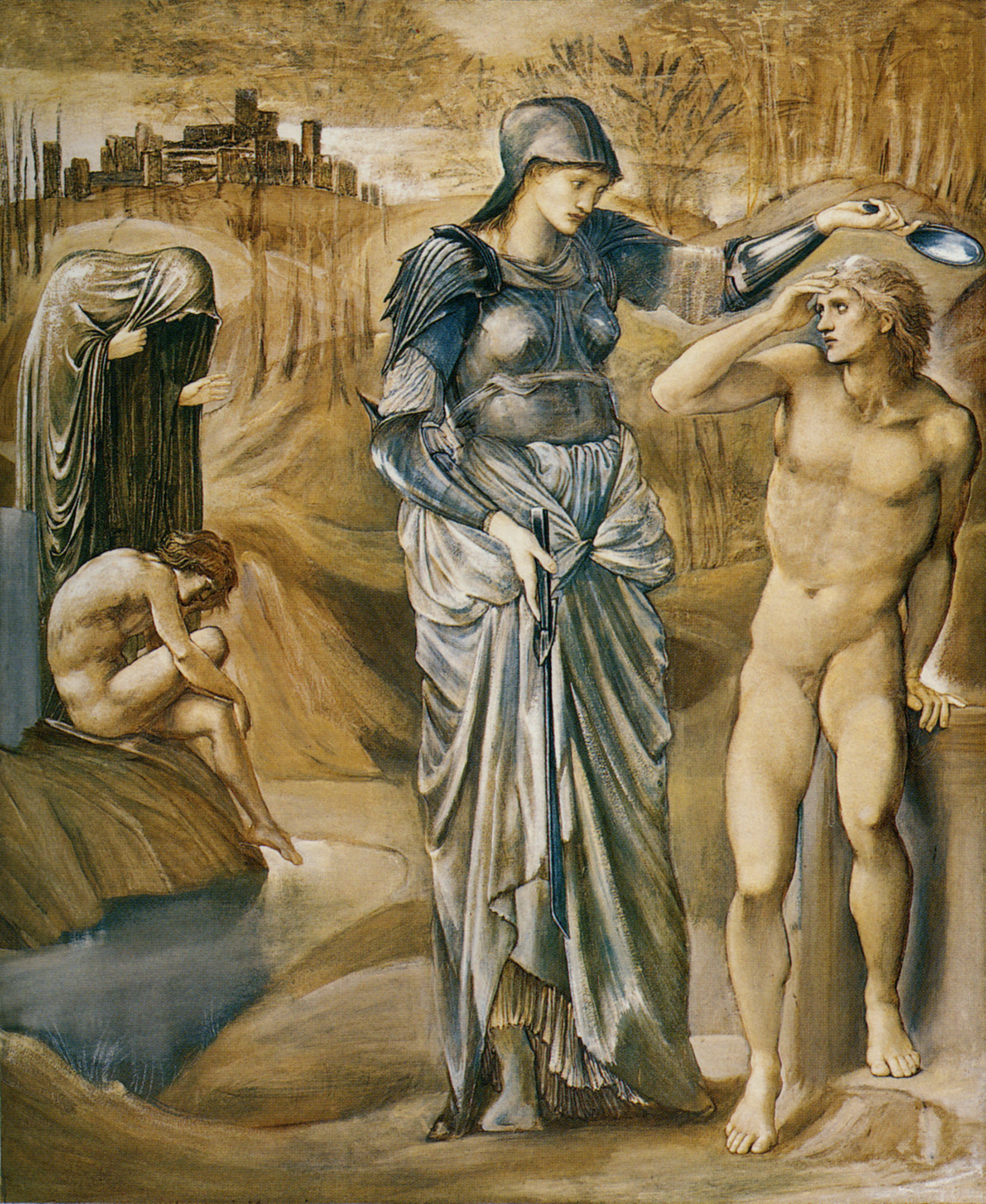
A Chamada de Perseu (The Calling of Perseus), 152.4 × 127 cm, estudo em guache, na Southampton Art Gallery

A Chamada de Perseu (The Calling of Perseus) é um estudo a guache existente na Southampton Art Gallery. Tal como as outras componentes da Série, baseia-se na versão da lenda por William Morris em The Doom of King Acrisius que faz parte de The Earthly Paradise. É a seguinte a passagem relevante:
"E ele se deparou com
Uma idosa, que lhe disse: "Querido filho,
Tu vagueando por aqui na noite fria?
Quando no salão do rei
As sandálias douradas das meninas dançam,
E nos copos de ouro cravejados de pedras preciosas e pérolas
O vinho brilha e alegra o coração do homem;
E tu vagueando sob a luz da lua pálida?"
Então a lua branca elevou-se no alto
saindo de uma nuvem e brilhou gloriosamente,
Em baixo as areias brilharam no seu caminho de prata,
E iluminou em cheio a anciã;
E uma maravilha, de fato, Perseu viu,
Porque no rosto, na figura e na veste,
Ela se transformou totalmente perante os seus olhos admirados.
Surgiu agora alta e ereta,
Já não parecia dobrada com o peso de muitos anos,
E sobre a cabeça dela um capacete brilhou
em vez do lenço que segurava na cabeça grisalha;
Com um justo peitoril ficou ela vestida,
De onde uma cota de malha caía até aos joelhos;
E por baixo, um vestido de linho perfumado, com fios de seda indiana de muitas cores,
caía até aos pés, branco como leite.
Tinha olhos cinzentos e como o âmbar brilhou o seu cabelo,
O seu braço direito nu o teve por cima,
E na mão segurava o cabo da lança de aço.
Um tremor de medo não desejado sentiu Perseu
Quando viu Atena de pé perante si,
E com a cabeça submissa e mão estendida ele se levantou."
De acordo com o mito, Atena deu a Perseu um escudo tão bem polido como um espelho a ponto de se ver nele quem para ele olhava. O escudo foi imprescindível para Perseu matar a Medusa pois quem olhasse diretamente para ela seria de imediato transformado em pedra, caçando-a Perseu ao vê-la refletida no escudo.

### Perseu II:Perseu e as Greias(Perseus and the Graiae)
A primeira imagem em cima é de Perseu e as Greias (Perseus and the Graiae) uma das quatro pinturas a óleo concluidas por Burne-Jones da série Perseu, obra que faz parte da coleção da Staatsgalerie em Estugarda. Existe um estudo a guache com a dimensão da pintura a óleo que se encontra na Southampton Art Gallery.
Apesar da fama de fealdade das irmãs de Medusa, que supostamente nasceram as três com cabelos grisalhos e com um único olho e um só dente, Burne-Jones pinta as Greias em Perseus e as Greias como belas moças com cabelo preso no cimo das suas cabeças. Vê-se o rosto apenas de uma delas, estando as outras duas de costas, com uma pele lisa e pálida, nariz e lábios delicados e um queixo nitidamente definido ao estilo Pré-rafaelita, como nas inúmeras pinturas de Rossetti. As Greias usam vestidos que cobrem os seus corpos jovens de uma forma esquematizada e  rígida que aumenta a nítida sensação de movimento na pintura. As suas mãos delicadas, bem como, no caso da figura à esquerda, os braços e pés, estão descobertos expressando claramente a juventude e beleza feminina.

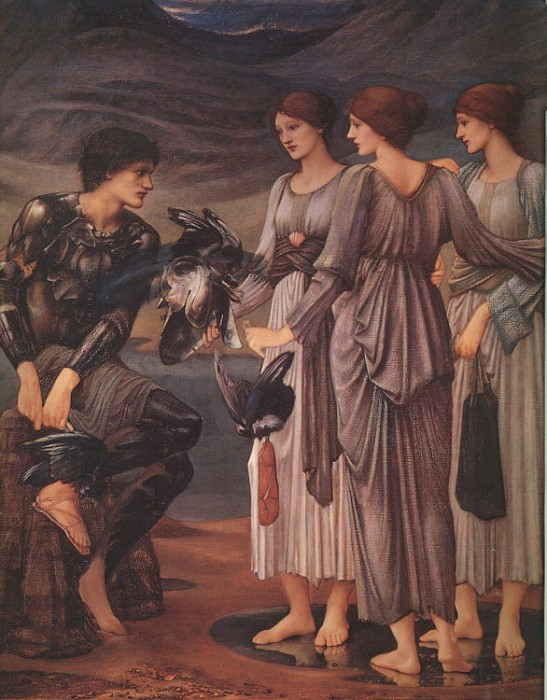
A Armação de Perseu ou Perseu e as Nereidas, estudo em gouache, na Southampton Art Gallery.

Segundo a lenda, as Greias estavam encarregadas de guardar o caminho que conduzia à morada das górgonas, e foram enganadas por Perseu quando este se decidiu a matar a Medusa. Segundo uma versão do mito, Perseu arrancou-lhes o único olho e exigiu para o devolver que elas o encaminhassem até às ninfas que lhe forneceriam os meios para vencer a Medusa: sandálias aladas, uma espécie de sacola e o capacete de Hades.

### Perseu III:A Armação de PerseuouPerseu e as Nereidas(The Arming of PerseusouPerseus and the Nereids)
A Armação de Perseu ou Perseu e as Nereidas (The Arming of Perseus ou Perseus and the Nereids) é um estudo a guache existente na Southampton Art Gallery que tal como as outras componentes da Série se baseia na versão poética do mito por William Morris.
As ninfas do mar em Perseu e as Nereidas, que estão numa poça rasa lembrando ao espectador a sua origem, têm rostos belos quase idênticos uns aos outros, o que reflete as tendências idealizantes de Burne-Jones.
Perseu olha criticamente para as ninfas do mar. Quer saber o que elas querem dele e se pretendem causar-lhe dano. Idênticas na aparência, as ninfas do mar pactuam com Perseu e dão-lhe peças do seu arsenal. Perseu sabe que elas estão a tentar ajudar, mas memórias dolorosas afligem-no. Embora o seu frágil sentir o empurre para um envolvimento mais íntimo com as ninfas do mar, o Perseu desiludido mantém a distância de um dos enigmas mais intrigantes da vida: as mulheres.

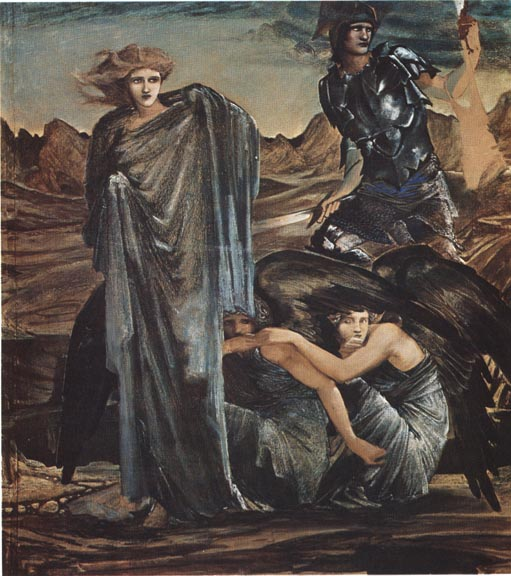
A Descoberta de Medusa (1884-1885), estudo em guache na Southampton Art Gallery

Em Perseu e as Nereidas, Burne-Jones cria uma atmosfera aparentemente calma. Posicionados face a um fundo escuro, Perseu e as ninfas sobressaem no primeiro plano. A textura rica da roupa das ninfas   contrasta com a armadura rígida de Perseu. O tom rosado da pele das figuras sugere uma sensação de conforto. Colocados face a uma paisagem fria e agreste, Perseus e as ninfas do mar expressam a determinação para sobreviver num mundo muitas vezes brutal. Parece que Burne-Jones emprega estas justaposições de composição para transmitir os seus próprios sentimentos de confusão e desespero. Sendo ele um conturbado romântico, a pintura de Burne-Jones traduz fragmentos abstratos da sua própria vida numa forma concreta de expressão. Em termos desta visão do amor, Burne-Jones não vai ao extremo. Perseu e as Nereidas funcionam como prova da sua confusão e frustração prevalecente.
As poses das ninfas lembram as Três Graças de A Primavera (c. 1482, Uffizi, Florença), de Sandro Botticelli na imitação da posição do espetador relativamente às figuras, na visibilidade dos seus rostos, no modo como as figuras se tocam ligeiramente modificadas por Burne-Jones.

### Perseu IV:A Descoberta de Medusa(The Finding of Medusa)
A Descoberta de Medusa (The Finding of Medusa) é um estudo a guache existente na Southampton Art Gallery que tal como as outras componentes da Série se baseia na versão poética do mito por William Morris.
Também em A Descoberta de Medusa e A Cabeça Maligna (1887), Burne-Jones representa a infame górgona da mitologia grega - uma criatura tão feia que quem olhasse para ela seria transformado em pedra - surpreendentemente numa jovem e claramente não sem encantos, pintando-a na primeira destas duas cenas com o cabelo revolto e com um rosto pálido, gelado mas bonito, franzido com preocupação, e num corpo alto, magro e imponente.
Perseu, prestes a atacá̃-la, não olha diretamente para ela, mas vê-a através do espelho que lhe deu Atena.
É a seguinte a passagem relevante do poema de William Morris:

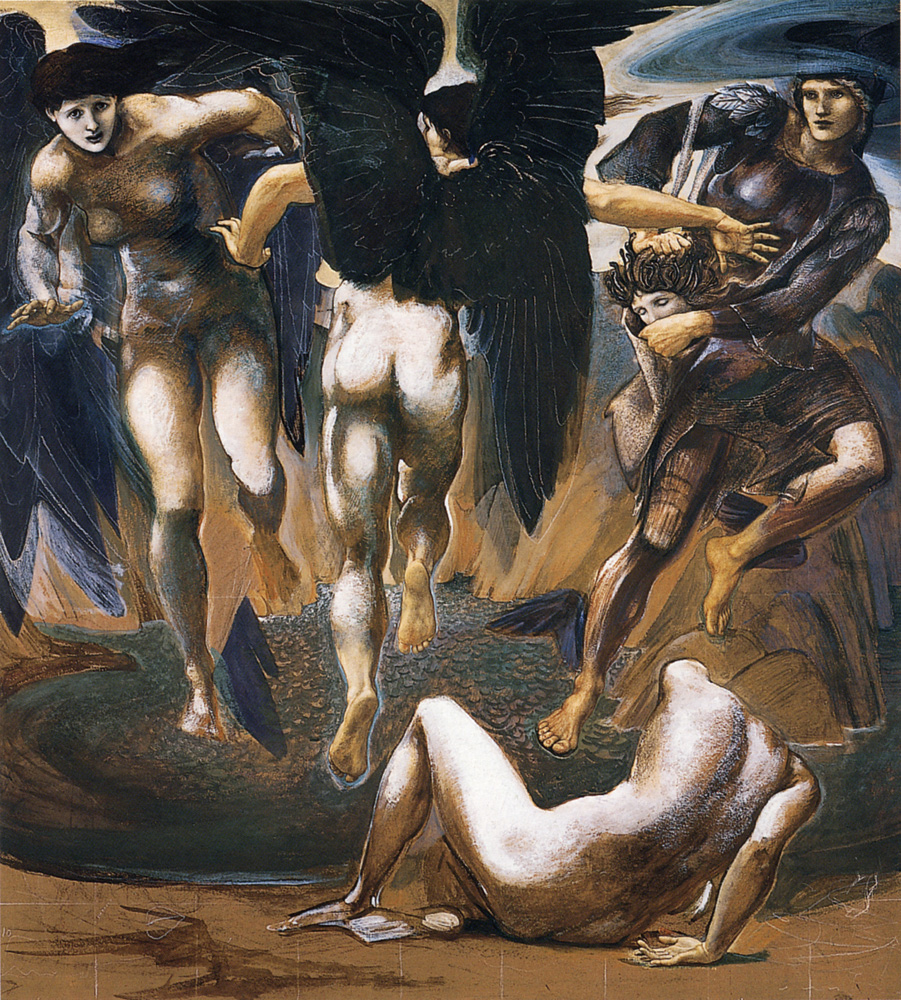
A Morte de Medusa, (1881-1882), estudo em guache, Southampton Art Gallery.

E no meio destas ruinas um salão enorme,
Cujas grandes pedras faziam uma parede preta e brilhante;
As portas estavam abertas, e então veio um grito
De um angustiado e amargo lamento;
Então pela entrada passou o filho de Júpiter,
Bem protegido pelo amor da donzela de olhos cinzentos.
Agora ele ali viu duas mulheres dobradas e velhas,
Como as três que no norte ele contemplara;
Ali estavam elas, sentadas juntas e imóveis,
Seus olhos petreficados com a sua longa angústia,
Olhando para nada, e sem fazerem qualquer barulho,
E nos joelhos as suas mãos enrugadas estavam postas.
Mas uma terceira mulher andava pelo salão,
E nunca virava a cabeça
Gemendo alto, e gritava em desespero;
Porque as tranças douradas de seu cabelo
Eram remexidas por cobras que se contorciam lado a lado,
Que na sua contorção muitas vezes deslizam
Pelo peito, ou estremecendo nos ombros brancos;
Ou, caindo, as coisas horríveis acendiam
A seus pés, e rastejando depois como cordéis
Se enrolavam viscosas sobre seus tornozelos finos.
Mas um vestido vermelho fino ela usava,
E em volta da cintura uma banda de jóias tinha,
O presente de Neptuno no dia fatal,
Quando o destino a sua felicidade eliminou.
Assim, há algum tempo invisível Perseu esteve,
Com o coração amolecido e mão trémula duvidosa
Colocada no punho da sua espada, murmurou: "Será que ela
nunca vira o rosto horrível dela para mim?"
Após o que lhe veio o pensamentoː
"Será que deseja viver ela, a quem foi infligida
Tal desgraça e miséria,
De onde nenhum deus ou homem poderão libertá-la?"

### Perseu V:A Morte de Medusa(The Death of Medusa)
A Morte de Medusa (The Death of Medusa) é um estudo a guache existente na Southampton Art Gallery que tal como as outras componentes da Série se baseia na versão poética do mito por William Morris.
A passagem relevante do poema de William Morris é a seguinte:

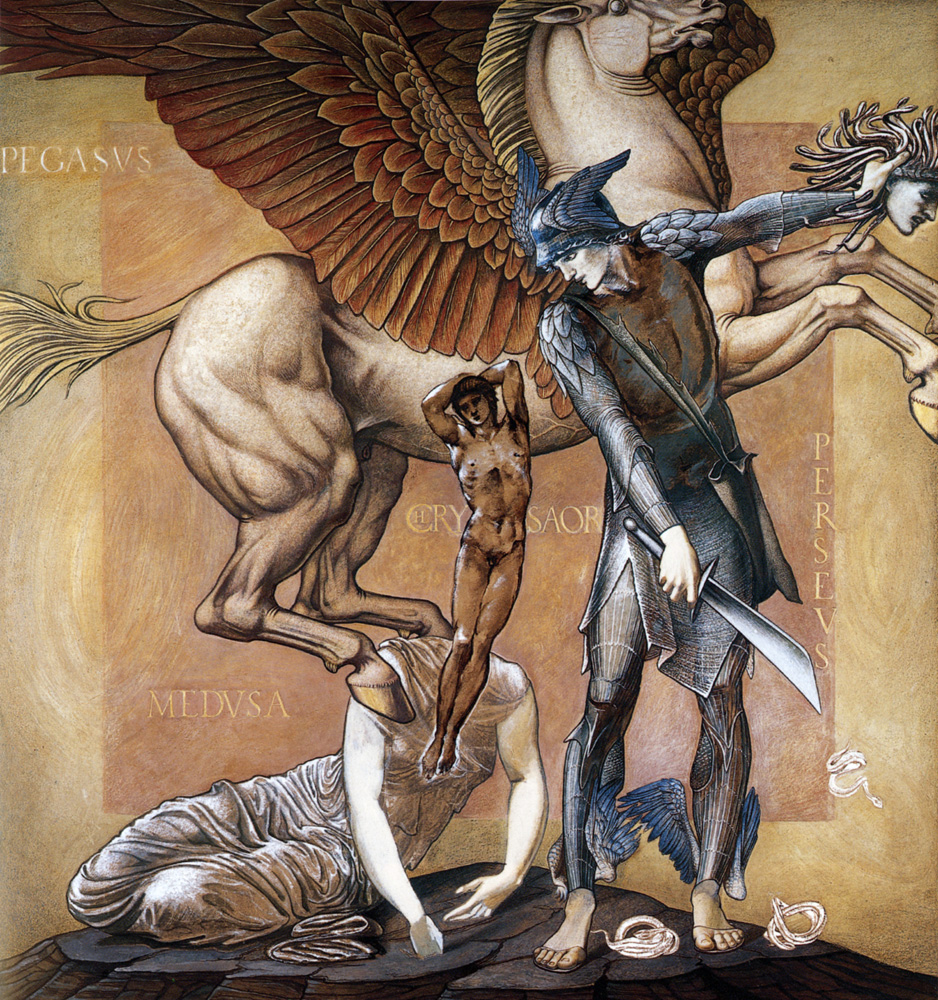
O Nascimento de Pégaso e Crisaor (The Birth of Pegasus and Chrysaor) (1882), guache, na Southampton City Art Gallery. Estudo para pintura a óleo não realizada

"A sua oração de lamento constante foi por fim ouvida,
Pois por trás dela passou o invisível Perseu,
E silenciosamente girou a grande espada ao redor;
E quando golpeada ela caiu no chão,
E não mais sentiu nada da sua dor amarga.
Mas dos seus assentos se levantaram com vãs maldições
As duas imortais quando a viram cair
Decapitada no chão, e alto clamaram
Por aqueles que não viriam, porque longe
Seus amigos e parentes estavam nesse dia.
Então, para lá e para cá no salão corriam
Para encontrar o assassino, fosse ele Deus ou homem,
E quando invisível do lugar onde estava ele saiu,
Sobre o infeliz cadáver, com lamentos, jogaram
Seus miseráveis e imortais corpos velhos:
Mas quando o outro as observou
Vivo e hediondo perante os olhos delas,
Tal angústia pelo tempo passado surgiria
Nos seus corações, que o salão solitário soaria
Com gritos terríveis da coisa mais ímpia."
Segundo o mito, as duas irmãs de Medusa, Esteno e Euríale, perseguem Perseu, mas este escapa devido ao capacete de Hades que o torna invisível às górgonas.

### Perseu VI:O Nascimento de Pégaso e Crisaor(The Birth of Pegasus and Chrysaor)
O Nascimento de Pégaso e Crisaor (The Birth of Pegasus and Chrysaor) é um estudo a guache existente na Southampton Art Gallery que tal como as outras componentes da Série se baseia na versão poética do mito por William Morris.
Segundo o mito, quando Medusa foi morta, o cavalo alado Pégaso e o gigante Crisaor nasceram do seu ventre.

### Perseu VII:Atlas Petrificado(Atlas Turned to Stone)

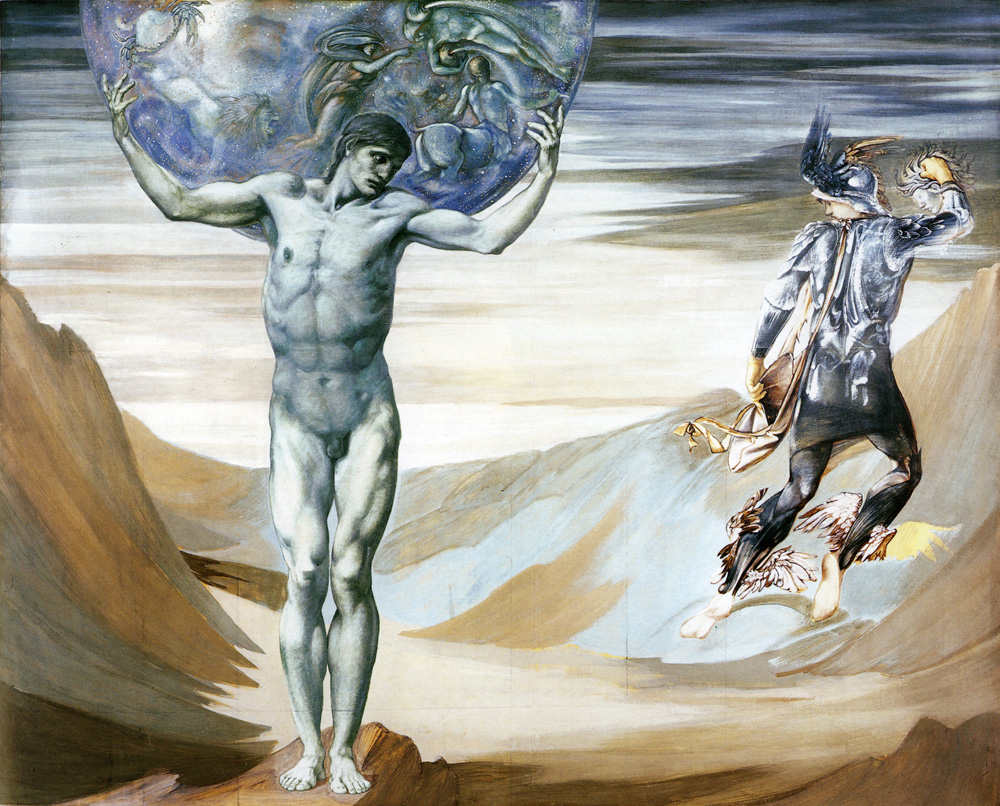
Atlas Petrificado (Atlas Turned to Stone) (1878), guache, 150.2 cm × 190.2 cm, na Southampton Art Gallery; estudo para pintura a óleo não realizada

Atlas Petrificado (Atlas Turned to Stone) é um estudo a guache existente na Southampton Art Gallery que tal como as outras componentes da Série se baseia na versão poética do mito por William Morris.
No regresso ao seu país, Perseu passou pelas hespérides, onde ficava o titã Atlas que fora condenado a segurar a abóbada celeste nos ombros. E quando Atlas afirma que não acredita que Perseu tenha morto a Medusa, este mostra a cabeça da Medusa ao enorme titã, o qual quando encara os olhos da górgona fica petrificado, os seus ossos se transformam numa montanha, a barba em floresta e a cabeça no cume.

### Perseu VIII:O Rochedo do Castigo(The Rock of Doom)

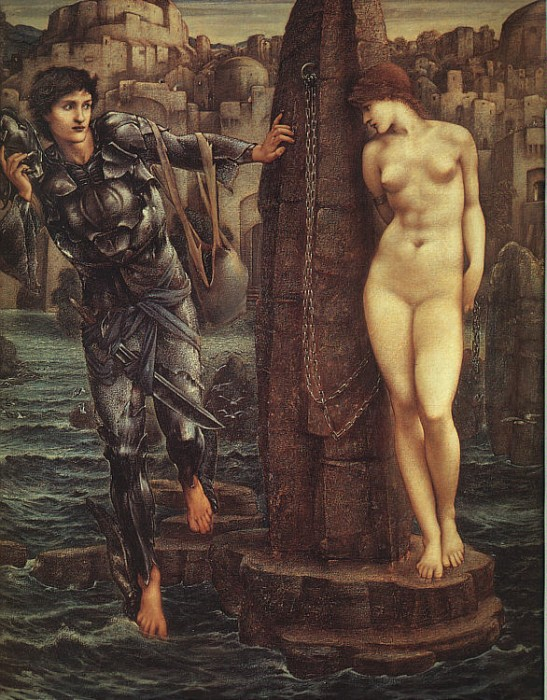
O Rochedo do Castigo (The Rock of Doom) (1884-1885), 154 cm x 128,6 cm, na Staatsgalerie de Estugarda; existe um estudo nas dimensões da pintura a óleo na Southampton Art Gallery.

O Rochedo do Castigo (The Rock of Doom) é uma pintura a óleo, de 154 cm x 128,6 cm, existente na Staatsgalerie de Estugarda e que tal como as outras componentes da Série se baseia na versão poética do mito por William Morris.
No regresso a casa, Perseu passou por uma ilha onde viu uma linda mulher acorrentada no meio do mar. Perseu pergunta à jovem porque está assim presa, respondendo Andrómeda, que era castigo de Posídon que a deu em sacrifício ao monstro Ceto.
Sendo o ponto focal e a parte mais iluminada de O Rochedo do Castigo e de O Fim do Castigo, a figura nua de Andrómeda vira-se para o lado de Perseu em movimento. Apesar de proporcionar um relativamente estático contraponto à deslocação de Perseu, o corpo de Andrómeda está nitidamente vivo, sugerindo a sua pose curvilínea e serpenteante o potencial do seu corpo para mover-se e, simultaneamente, aludindo às Virgens e outras figuras em forma de S dos artistas góticos. Os nus pálidos destas pinturas, bem como em A Chamada de Perseu, destacam-se nitidamente contra os azuis, cinzas e castanhos que dominam todas as pinturas da série de Perseu com a excepção da última, que emprega cores mais ricas e quentes.

### Perseu IX:O Fim do Castigo(The Doom Fulfilled)

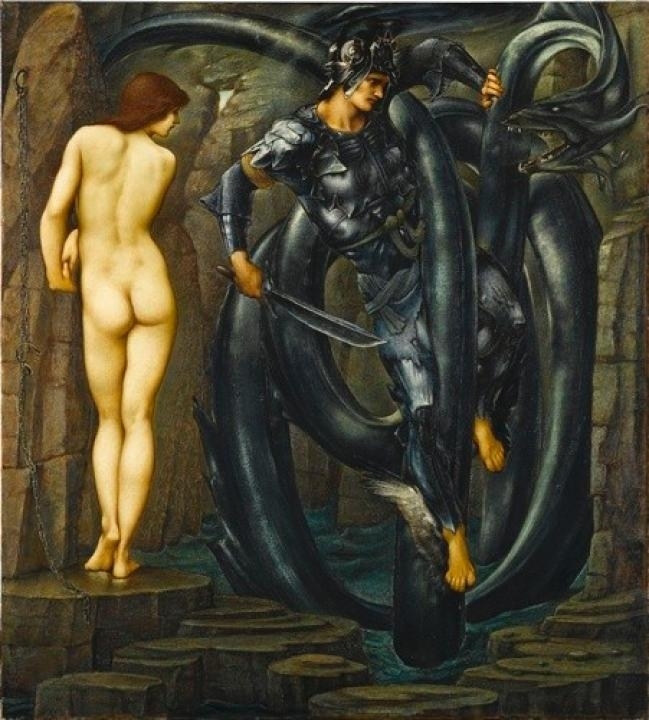
O Fim do Castigo (The Doom Fulfilled) (1888), 155 cm x 140,5 cm, na Staatsgalerie de Estugarda; existe um estudo nas dimensões da pintura a óleo na Southampton Art Gallery.

O Fim do Castigo (The Doom Fulfilled) é uma pintura a óleo, de 155 cm x 140,5 cm, existente na Staatsgalerie de Estugarda e que tal como as outras componentes da Série se baseia na versão poética do mito por William Morris.
Quando vem uma onda grande o monstro marinho aparece e Perseu, aproveitando a vantagem de voar, vence o monstro. Perseu casa com Andrómeda e regressa para casa com ela.
Mesmo o monstro marinho em O Fim do Castigo, tem uma qualidade estética atraente, representando as curvas brilhantes do monstro a força e o poder do perigo que apenas pode ser vencido pela figura ainda mais brilhante de Perseu, cuja armadura reflete nitidamente a luz.

### Perseu X:A Cabeça Maligna(The Baleful Head)
A Cabeça Maligna (The Baleful Head) é uma pintura a óleo, de 153,7 cm x 129 cm, existente na Staatsgalerie de Estugarda e que tal como as outras componentes da Série se baseia na versão poética do mito por William Morris.
No meio de um pequeno jardim, Perseu mostra a Andrómeda a cabeça de horror refletida como um espelho na superfície da água de um poço (continuavam a não poder olhar diretamente para ela), revelando-lhe a ascendência divina dele. Sob o olhar da figura redimida morta, a viva e resgatada Andrómeda une a sua mão à do herói.
E tal como em A Descoberta de Medusa, a cabeça sem corpo de Medusa refletida na água aparece bela e serena, tendo a morte suavizado a sua expressão preocupada anterior. Em vez de uma imagem de horror, Andrómeda vê a bela imagem refletida da górgona, pouco menos atraente do que a própria Andrómeda.

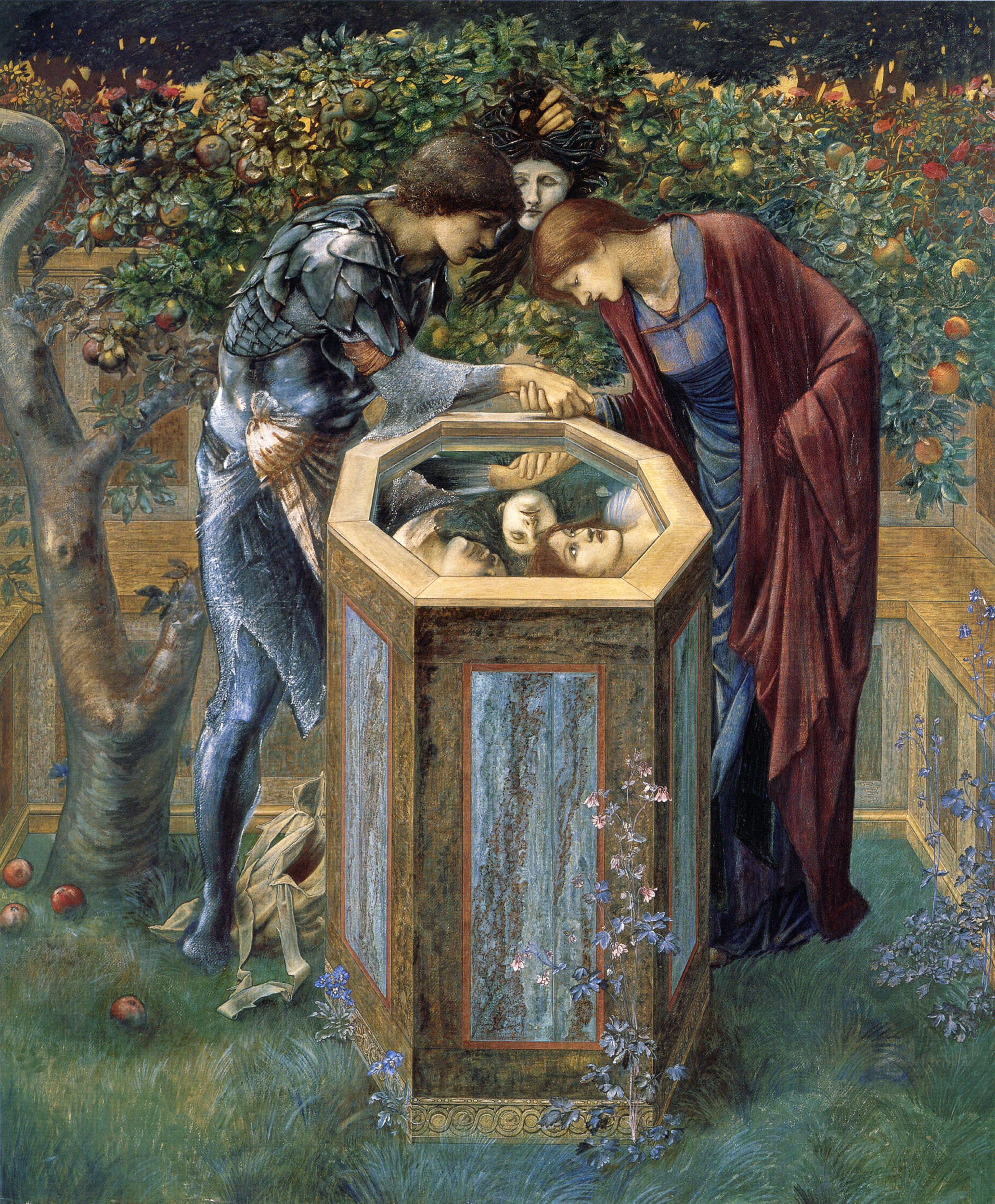
A Cabeça Maligna (The Baleful Head), 153,7 cm x 129 cm (1885-87), óleo sobre tela, na Staatsgalerie, Estugarda; existe um estudo em guache com as mesmas dimensões na Southampton Art Gallery.

## Resumo da sériePerseu(1875-90s)
Dos dez estudos a guache que elaborou nas dimensões que deveriam ter as pinturas a óleo finais, Burne-Jones, por questões de saúde, apenas pôde criar quatro pinturas a óleo completas.
1. A Chamada de Perseu (The Calling of Perseus), estudo a guache em tamanho real, na Galeria Municipal de Arte de Southampton.[15]
2. Perseu e as Greias (Perseus and the Graiae), pintura a óleo completa na Galeria Municipal de Estugarda.[16] Estudo em guache em tamanho real, na Galeria Municipal de Arte de Southampton.
3. A Armação de Perseu ou Perseu e as Nereidas (The Arming of Perseus ou Perseus and the Nereids) (Ninfas do mar), estudo a guache em tamanho real, na Galeria Municipal de Arte de Southampton.[17]
4. A Descoberta de Medusa (The Finding of Medusa), estudo a guache em tamanho real, na Galeria Municipal de Arte de Southampton.[18]
5. A Morte de Medusa (The Death of Medusa), estudo a guache em tamanho real na Galeria Municipal de Arte de Southampton.[19]
6. O Nascimento de Pégaso e Crisaor (The Birth of Pegasus and Chrysaor), estudo a guache em tamanho real, na Galeria Municipal de Arte de Southampton.
7. Atlas Petrificado (Atlas Turned to Stone), estudo a guache em tamanho real na Galeria Municipal de Arte de Southampton.
8. O Rochedo do Castigo (The Rock of Doom), pintura a óleo completa na Galeria Municipal de Estugarda;[20] estudo em guache em tamanho real, na Galeria Municipal de Arte de Southampton.
9. O Fim do Castigo (The Doom Fulfilled), pintura a óleo completa na Galeria Municipal de Estugarda;[21] estudo em guache em tamanho real, na Galeria Municipal de Arte de Southampton.
10. A Cabeça Maligna (The Baleful Head), pintura a óleo completa na Galeria Municipal de Estugarda;[22] estudo em guache em tamanho real, na Galeria Municipal de Arte de Southampton.

- - Perseu e Andrómeda (Perseus and Andromeda) (1876) 152.2 x 229.0 cm, em Art Gallery of South Australia, Adelaide; esta obra que não pertence à série Perseu, usa a composição das obras O Rochedo do Castigo e O Fim do Castigo, podendo ser vista em Galeria.[23]

## Outras séries de obras
Burne-Jones criou outras séries de pinturas, nelas se incluindoː
- The Briar Rose (1885–1890), que foi baseada no conto de fadas Bela Adormecida (Sleeping Beauty) de Charles Perrault que foi recontada pelos Irmãos Grimm;

- Pigmaleão e a Imagem (Pygmalion and the Image) é a segunda representação da história de Pigmalião e Galateia sendo considerada uma das obras mais importantes do Artista. Foi apresentada na Grosvenor Gallery em 1879, passando Burne-Jones a ser um dos principais artistas do florescente movimento do Esteticismo.[24]

## Galeria

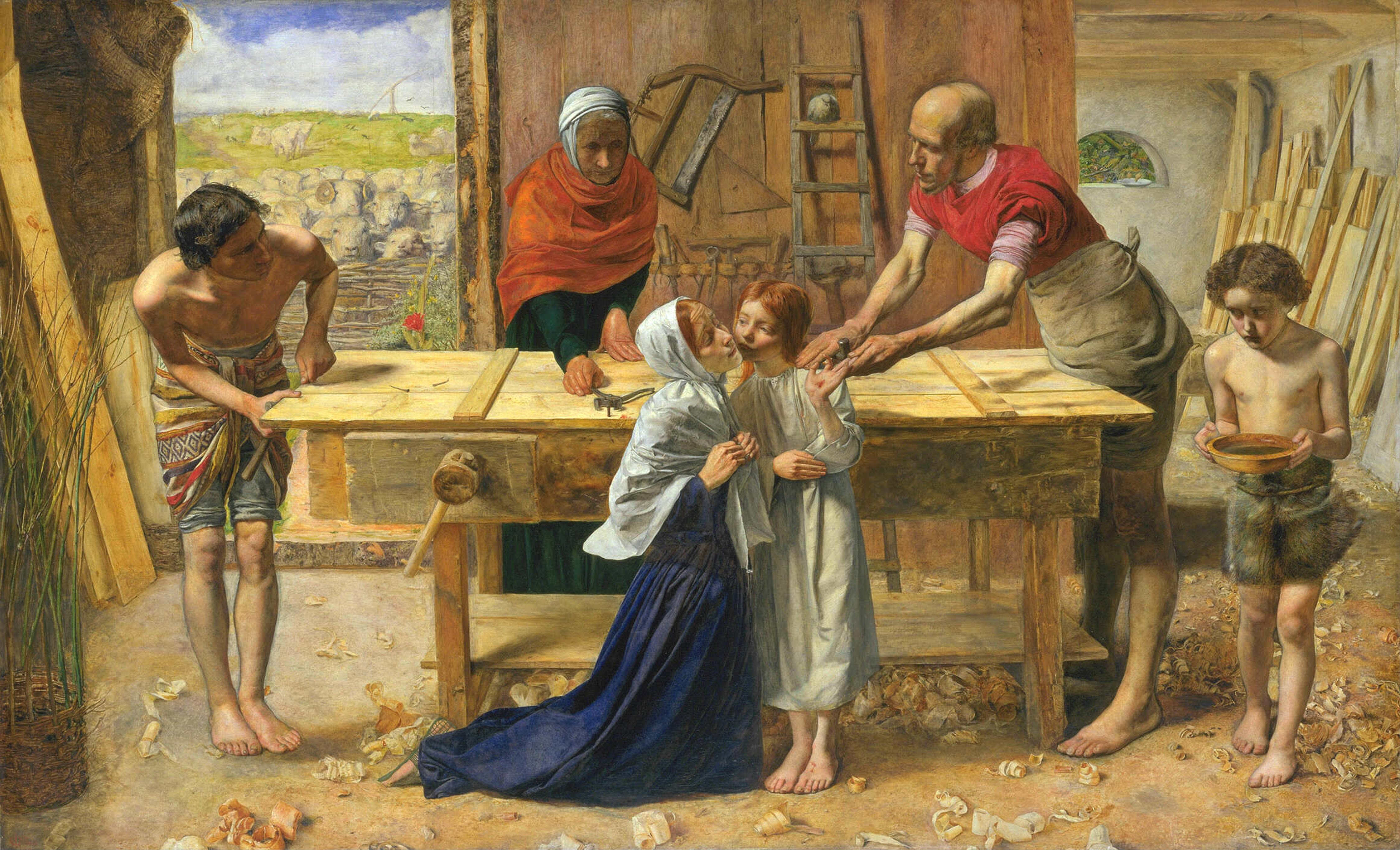
Cristo na Casa de seus Pais (Christ in the House of His Parents, ou The Carpenter's Shop, 1876), John Everett Millais (1829–1896), óleo sobre tela, 86.4 cm x 139,7 cm, Tate Britain
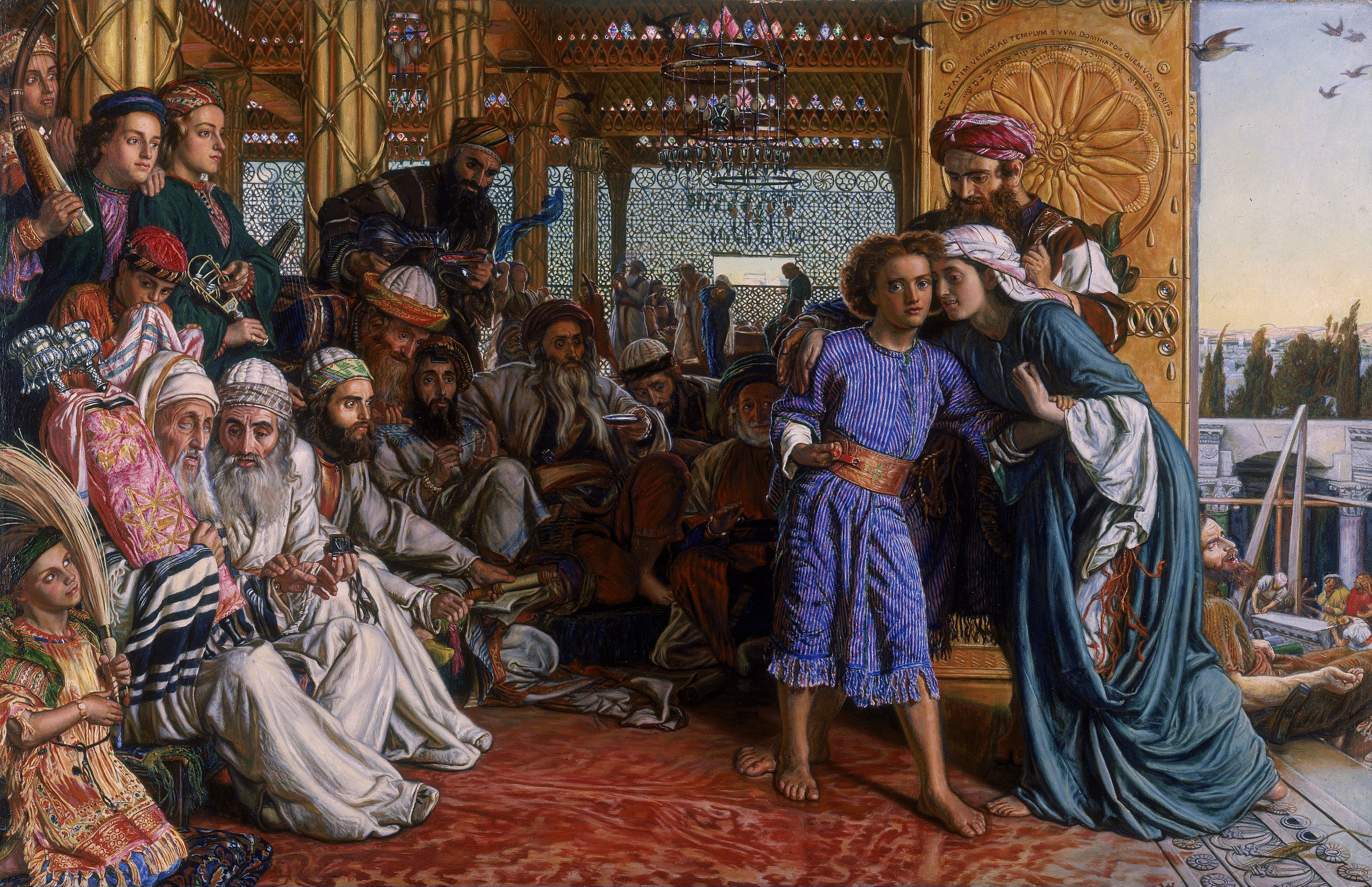
A Descoberta do Salvador no Templo (The Finding of the Saviour in the Temple, 1854-55), William Holman Hunt (1827–1910), óleo sobre tela, 85,7 cm x 141 cm, Museu e Galeria de Arte de Birmingham
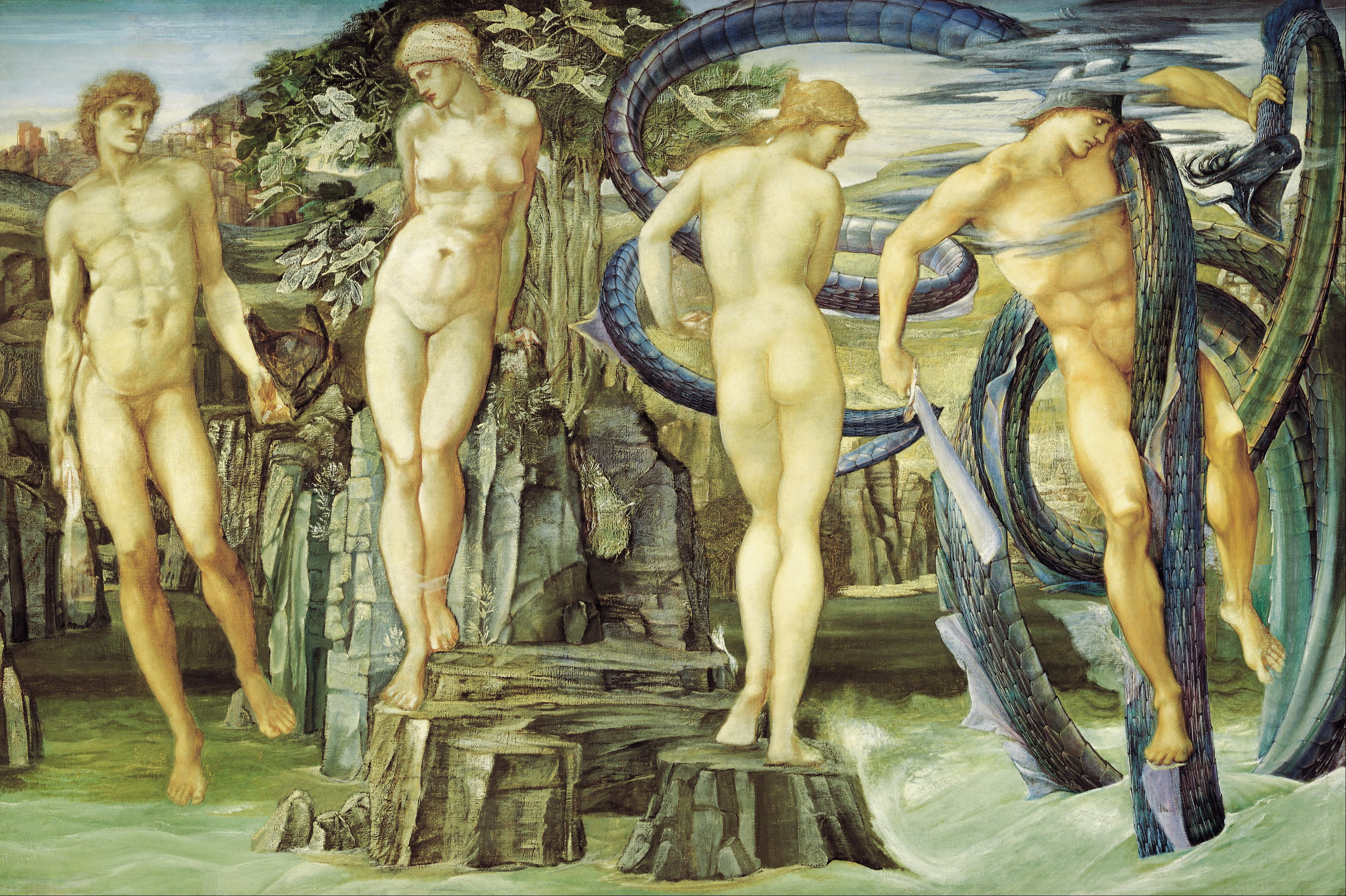
Perseu e Andrómeda (Perseus and Andromeda, 1876, 152.2 cm x 22,9 cm), Edward Burne-Jones, na Art Gallery of South Australia